# أوليفييه باور
أوليفييه باور هو لاعب كرة قدم سويسري في مركز الدفاع، ولد في 28 فبراير 1972 في سويسرا. لعب مع نادي بازل.